# دنیل جی. اوانز
دنیل جکسون اوانز (انگلیسی: Daniel Jackson Evans؛ ۱۶ اکتبر ۱۹۲۵ – ۲۰ سپتامبر ۲۰۲۴) سناتور سابق عضو حزب جمهوری‌خواه بود. وی در سال ۱۹۸۳ تا ۱۹۸۹ میلادی سناتور واشینگتن در مجلس سنای ایالات متحده آمریکا بود. او همچنین از سال ۱۹۶۵ تا ۱۹۷۷ فرماندار ایالت واشینگتن بود.
پس از خدمت در نیروی دریایی ایالات متحده آمریکا، اوانز در سال ۱۹۵۶ برای عضویت در مجلس سفلا ایالت واشینگتن برگزیده شد. او سپس به عنوان رهبر جمهوری‌خواه در مجلس خدمت کرد و سپس در سال ۱۹۶۴ به عنوان فرماندار انتخاب شد. او که جمهوری‌خواهی میانه‌رو، به‌ویژه در مورد مسائل اجتماعی و زیست‌محیطی، بود از نلسون راکفلر برای نامزدی جمهوری‌خواهان در ریاست‌جمهوری سال ۱۹۶۸ حمایت کرد و علیرغم سخنرانی اصلی در کنوانسیون ملی جمهوری‌خواهان آن سال، از ریچارد نیکسون حمایت نکرد.

## درگذشت
اوانز در ۲۰ سپتامبر ۲۰۲۴ در سن ۹۸ سالگی در خانه خود در سیاتل درگذشت. او آخرین سناتور زنده سابق ایالات متحده بود که در دهه ۱۹۲۰ متولد شد.